# Brauerei Klotzbücher

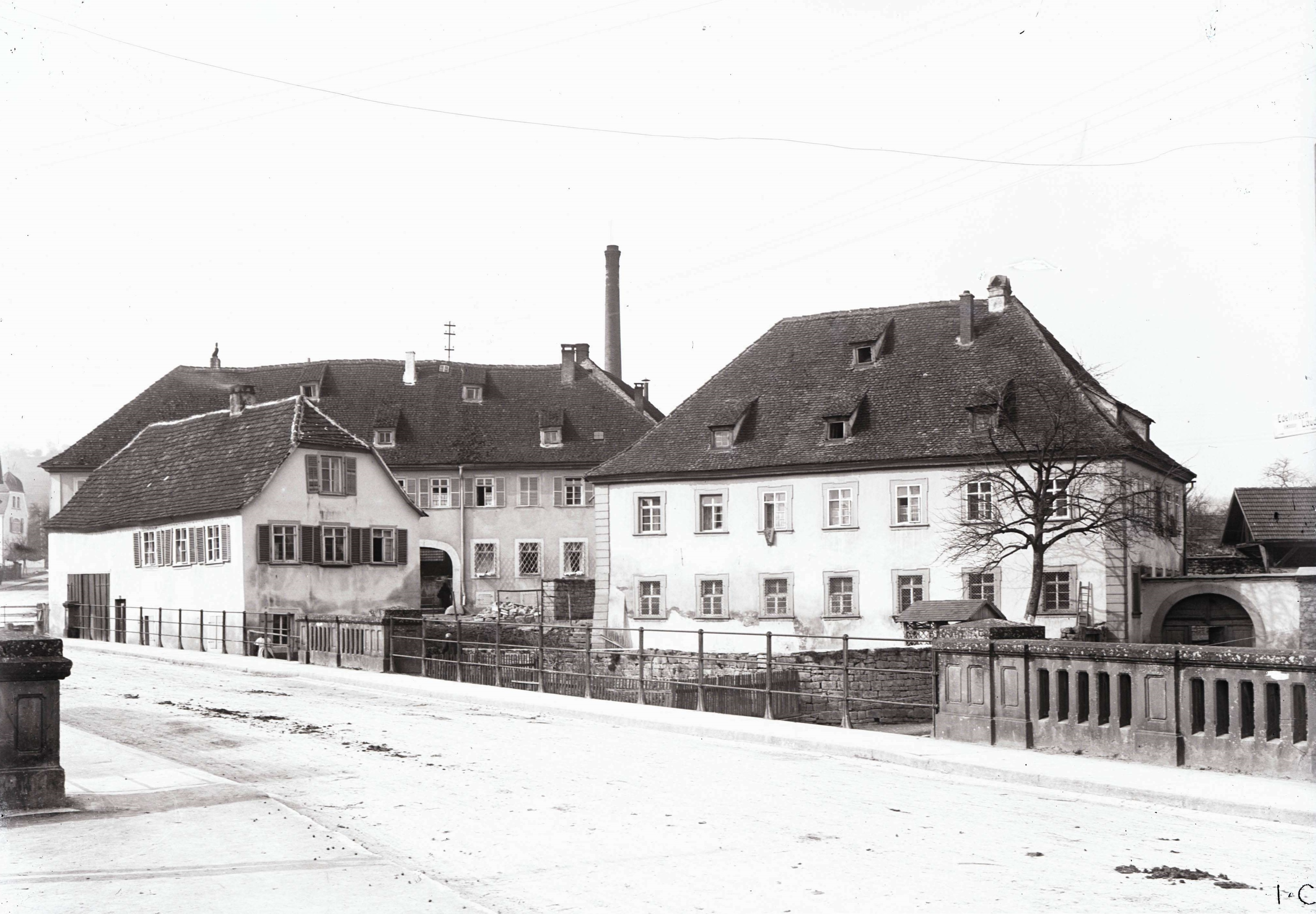
Blick auf das Areal der Brauerei Klotzbücher in Bad Mergentheim

Die Brauerei Klotzbücher, in den letzten sieben Firmenjahren auch Deutschherren Brauerei, war von 1791 bis 1988  eine Brauerei in Bad Mergentheim im Main-Tauber-Kreis in Baden-Württemberg.

## Geschichte

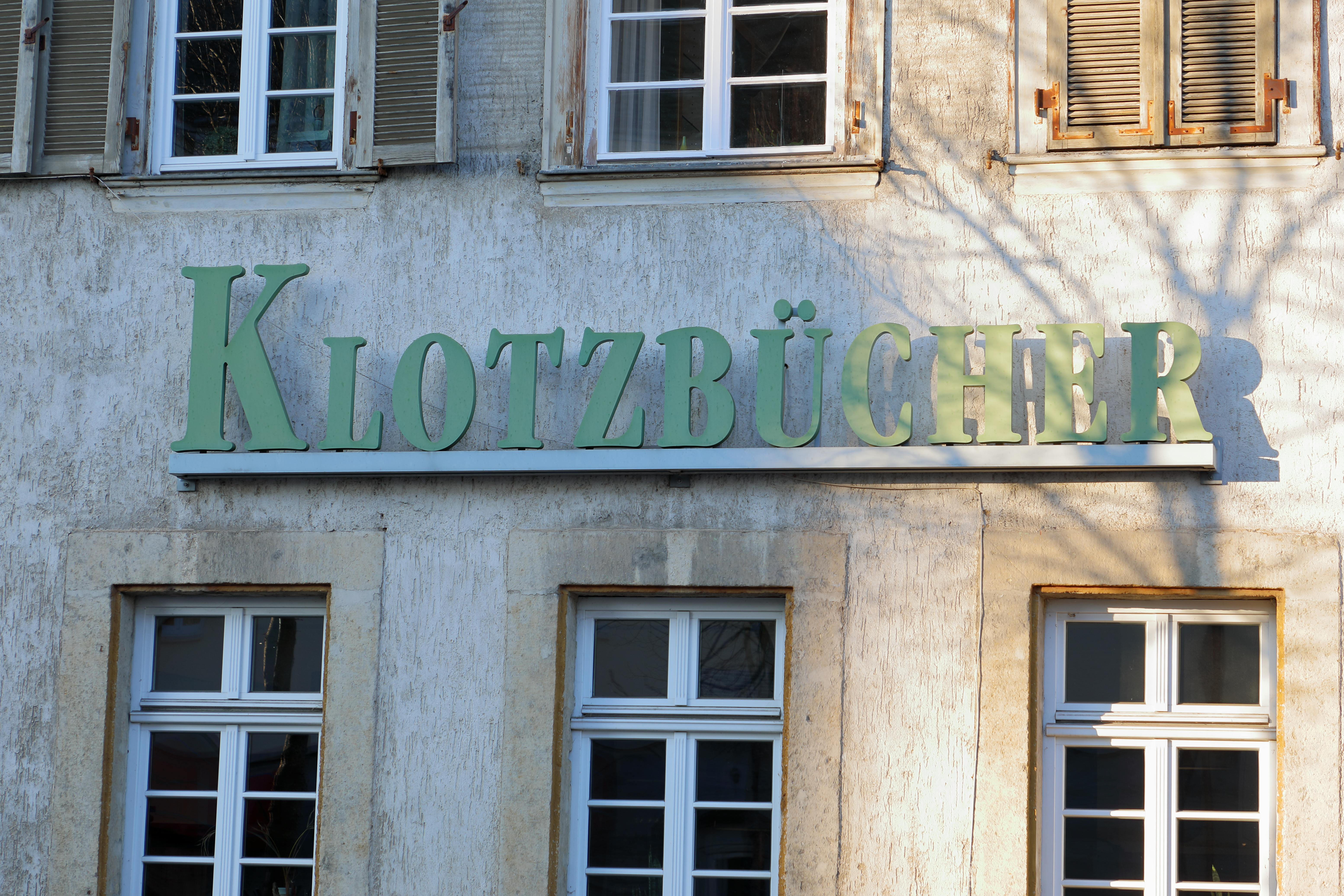
Firmenschild am einstigen Brauereistandort

Im Jahre 1791 wurde die Brauerei in Bad Mergentheim gegründet. Von einst zehn Bierbrauereien, die noch um 1880 in Mergentheim bestanden, überlebte die 1920er Jahre allein diejenige von Karl Klotzbücher. 1925 wurde die Brauerei von Karl Klotzbücher durch den Anbau einer Malzdarre an der Boxberger Straße erweitert.
Da die Stadt von 1526 bis 1809 Dienstsitz des Hochmeisters des Deutschen Ordens war, folgte bei einer Umfirmierung im Jahre 1982 in Anlehnung an den Deutschen Orden eine Umbenennung in Deutschherren Brauerei. Davor trug die Brauerei in ihrer Geschichte die folgenden Firmennamen und Rechtsformzusätze:
| - 1791 gegründet (unbekannt) - 1831 Brauerei Josef Klotzbücher | - 1879 Brauerei Georg Josef Klotzbücher - 1911 Brauerei Carl Josef Klotzbücher | - 1964 Brauerei C. Klotzbücher - 1982 Deutschherren Brauerei C. Klotzbücher KG | - 1984 Deutschherren Brauerei C. Klotzbücher GmbH - 1988 Deutschherren Brauerei GmbH |

Die Mergentheimer Straßenbezeichnung „Am Eissee“ erinnert heute noch daran, dass von den örtlichen Bierbrauern der sogenannte Eissee an kalten Wintertagen über ein Wehr mit dem Wasser der Wachbach geflutet wurde. Bis zum Jahre 1920 wurde dort das Eis für die Kühlung gewonnen. Dafür wurden die Wiesen geflutet und die entstandenen Eisplatten anschließend entweder in Eiskeller gebracht oder direkt in den Braukellern eingelagert. Dort war es kalt genug, damit das Eis für die Bierkühlung bis zum Sommer gelagert werden konnte. Die Natureisgewinnung sollte noch bis zum Anfang der 1950er Jahre wichtig bleiben, bevor steigende Lohnkosten dazu führten, dass künstliche Kühlformen eingeführt wurden.

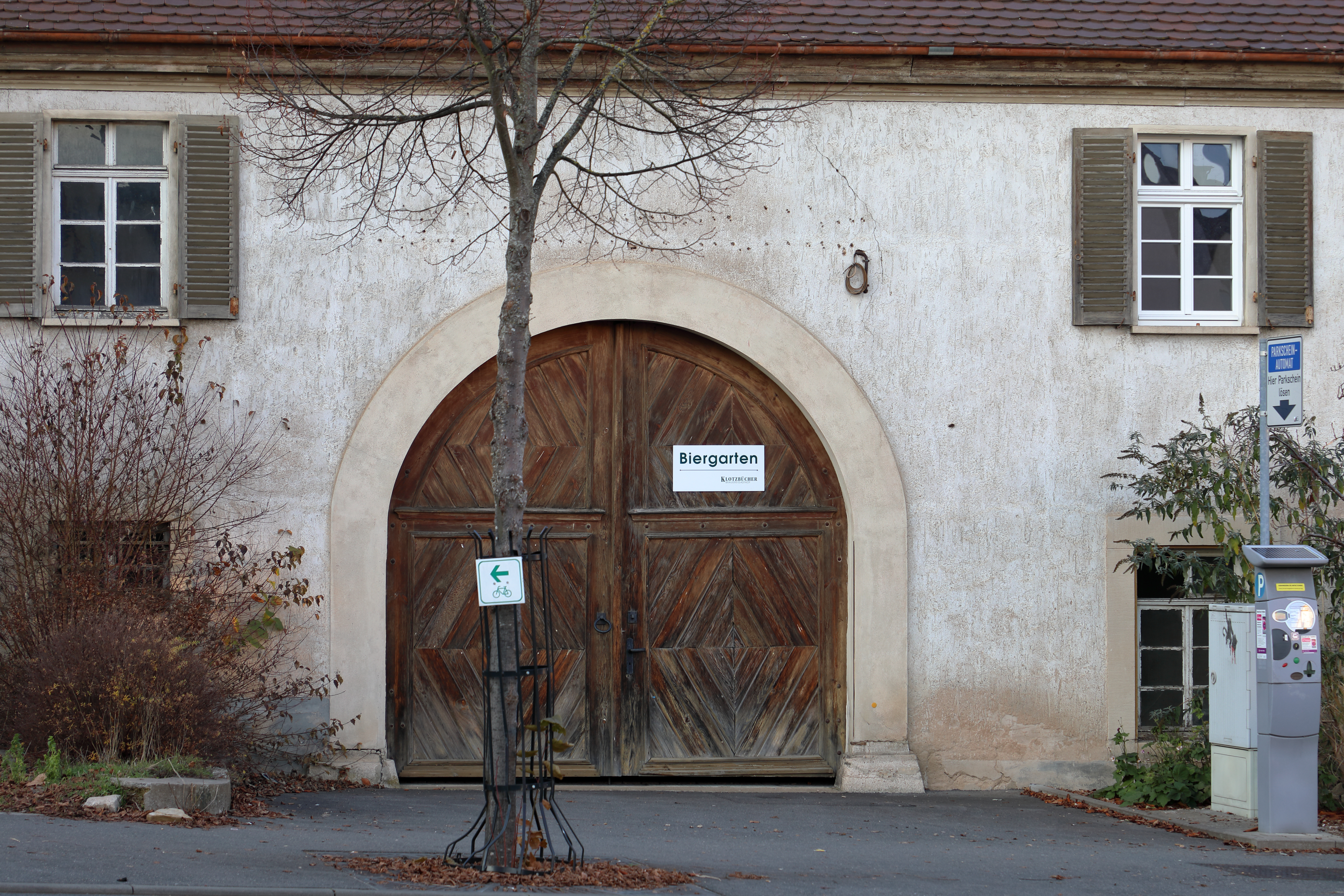
Das alte Tor zum Biergarten der Brauerei Klotzbücher im Jahr 2020

1988 wurde die Deutschherren Brauerei GmbH von der Würzburger Hofbräu übernommen, nachdem bereits 1982 ein entsprechender Vertrag unterzeichnet worden war und die Würzburger Hofbräu seitdem den laufenden Betrieb übernahm. Damit endete die 187-jährige Geschichte der Brauerei Klotzbücher.
Am Standort wurde in der Folge bis in die 2010er Jahre noch eine Gaststätte mit Biergarten unter dem Namen Brauereigasthof Klotzbücher betrieben.